# Prenda del alma
Prenda del alma est une chanson populaire mexicaine écrite à l'origine par Arcadio Zúñiga y Tejeda, un écrivain, compositeur et homme politique né en 1858 à Atoyac, Jalisco. La chanson, initialement intitulée "Lejos de ti", figure dans le recueil "Versos de Arcadio Zúñiga y Tejeda", publié en 1892, quelques mois après l'assassinat de l'auteur à l'âge de 34 ans.

## Première version
Arcadio Zúñiga y Tejeda, bohéme et figure intellectuelle de son époque, a mené une vie entourée de cercles littéraires et politiques dans l'État de Colima. Parmi ses œuvres les plus importantes figurent également "Morena, la causa fuiste" et "La barca de oro", qui, tout comme "Prenda del alma", sont devenues des piliers de la musique traditionnelle mexicaine.
La chanson "Prenda del alma" s'est transmise oralement et a connu de nombreuses interprétations et adaptations au fil du temps. Cependant, la version originale d'Arcadio Zúñiga y Tejeda se distingue par sa profondeur poétique et son style propre à la fin du XIXe siècle.

## Des variantes multiples
La chanson s'est transmise pendant longtemps, entre musiciens, de bouches à oreille. La version de María de la Vega et Paco Tortolero, déjà, n'utilisait que deux couplets de la version de Guty Cardenas. Les versions qui ont été enregistrées depuis utilisent parfois le deuxième ou le quatrième couplet comme un refrain et à omettre l'autre. Des substitutions de mots, introduites par la mémoire défaillante du chanteur ou par les préférences régionales de langage (par exemple le remplacement de "ancho rio" - fleuve large - par "manso rio" - fleuve tranquille - dans le quatrième couplet).
La difficulté d'accès aux archives de Victor a conduit à de multiples dépôts de droits d'auteur par les maisons de disques, sans doute embrouillées encore par les variations des pratiques relatives à l'enregistrement des droits relatifs aux arrangements, au fil du temps, au sein des diverses sociétés et organisations de management des droits d'auteur. La chanson possède ainsi de multiples identifiants dans les répertoires de la SACM, de BMI et de l'ASCAP, sans que l'on puisse détecter une cohérence entre les variations du texte et ces présumées versions. Les principales de ces attributions sont les suivantes.

### Pedro J. González
La principale de ces attributions fantaisistes consiste à attribuer la paternité de la composition à Pedro J. González (en) (Pedro José González Ramos pour l'état-civil mexicain), l'un des principaux animateurs du collectif Los Madrugadores à Los Angeles à la fin des années 1920 et au début des années 1930. Cette attribution figure sur une version qu'il a lui-même enregistrée avec Los Madrugadores pour la maison de disque Azteca à Los Angeles. Le fonctionnement du collectif était très informel et la vie personnelle de Pedro J. González assez perturbée, rien ne permet d'affirmer qu'il s'en serait attribué la création, elle a probablement été fournie par quelqu'un auquel il avait appris la chanson.
ISWC : T-303.032.462-6, SACM id : 011487113.

### Ray Pérez
Raymundo Pérez y Soto, plus généralement connu sous le nom de Ray Pérez, et parfois sous le pseudonyme d'Elfego del Campo, est crédité comme auteur de la chanson, notamment sur les versions en style Mariachi et en style Banda, enregistrées par Antonio Aguilar. Il a lui-même interprété cette chanson dans le cadre du duo Ray y Lupita qu'il formait avec son épouse  Beatriz Flores Lucido. Cette attribution est la plus courante car c'est celle qu'ont retenu, le plus souvent, les organisations de gestion des droits d'auteur non basées au Mexique ou aux États-Unis.
ISWC : T-0350.269.24-7, SACM id : 012076526,ASCAP Work id : 460469207.

### Tomás Ortiz del Valle
Tomás Ortiz del Valle est le bajosextiste de Los Alegres de Terán, le premier duo de Conjunto norteño devenu vedette internationale. Son arrangement, de style valse-ranchera, destiné à l'accordéon de son compère Eugenio Ábrego García, est resté l'un des plus populaires.
ISWC : T-072.726.620-7, BMI Work id : 2062284,ASCAP Work id : 900817407.

### Toño Fuentes
Antonio José Fuentes López, qui a créé le 28 octobre 1934, à Carthagène, Discos Fuentes, la première et la plus ancienne des maisons de disque en Colombie, était avant tout un musicien qui est resté célèbre notamment pour l'arrangement instrumental de « Prenda del alma » qu'il a écrit pour la guitare hawaïenne.
SACM id : X03247396.

### Karl-Heinz Brand
Karl-Heinz Brand, membre du groupe de musique dialectale Räuber, est l'auteur du texte en dialecte allemand de Cologne.
ISWC : T-072.726.620-7, GEMA id : 4704656-002.

## Sources
- (en) « Victor matrix BVE-57353. La tortolita / María de la Vega ; Paco Tortolero, », sur , Discography of American Historical Recordings, Santa Barbara, University of California, Packard Humanities Institute, Santa Barbara Library.
- (en) « Victor matrix BVE-57354. Prenda del alma / María de la Vega ; Paco Tortolero, », sur , Discography of American Historical Recordings, Santa Barbara, University of California, Packard Humanities Institute, Santa Barbara Library.
- (es) « Todo el equipo y familia que administramos esta página lamentamos profundamente el fallecimiento la tarde de ayer de Beatriz Flores Lucido, mejor conocida como “Lupita”; viuda y pareja artística del maestro Ray Pérez y Soto. », Ray Pérez y Soto, Facebook, 2 février 2020.
- (es) Manuel Castillo, « Compositor Y Cantante Recuerdos De: Ray Pérez Y Soto », sur El Buen Tono, El Buen Tono, Córdoba, Compañía Periodística El Buen Tono, S.A de C.V., 2 janvier 2017.
- (es) Gabriel Pareyón, Diccionario Enciclopédico de Música en México, t. 2, Guadalajara, Universidad Panamericana, 2007, 560 p. (ISBN 968-5557-79-9).